# 足寄中継局

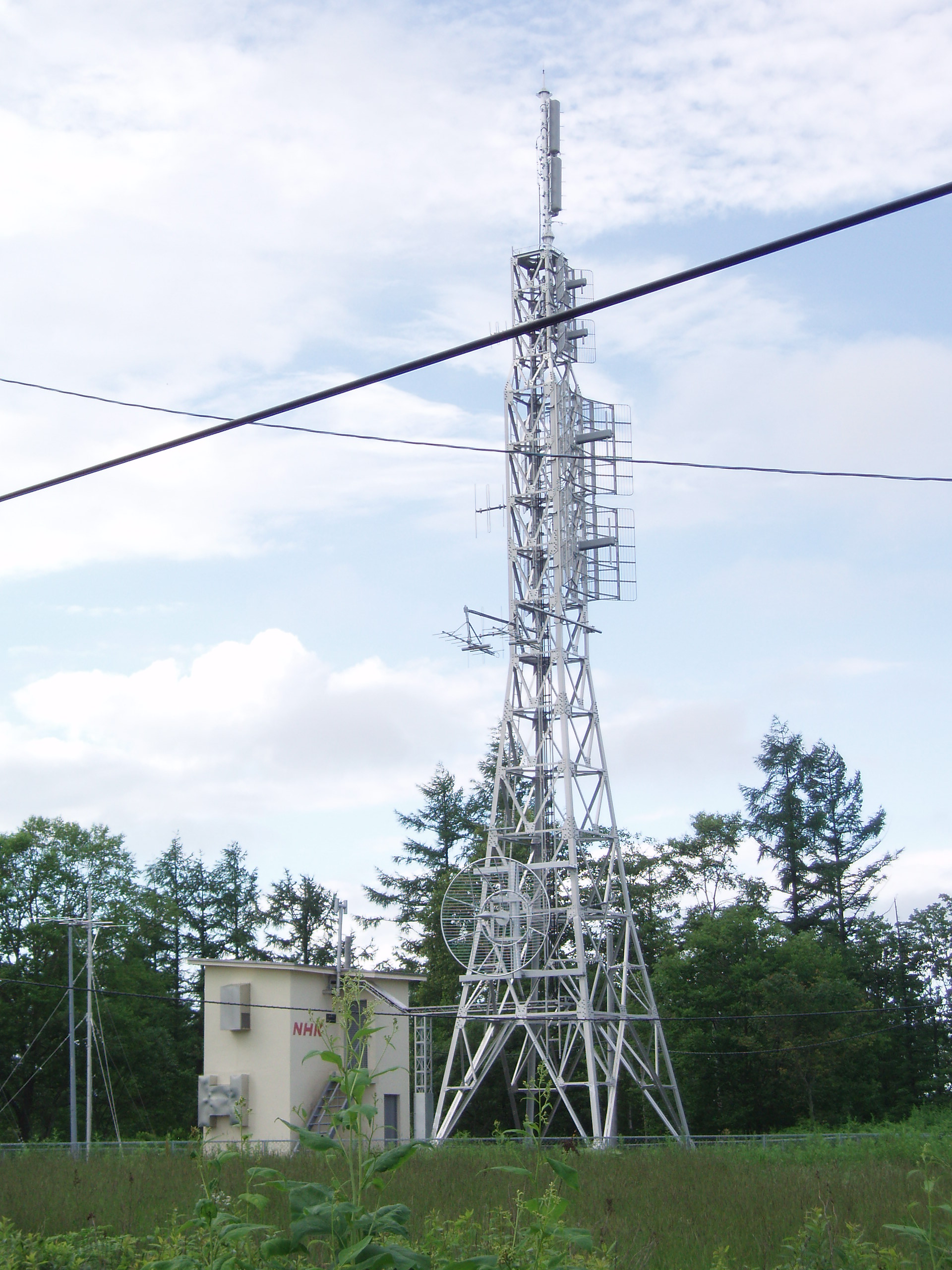
NHK

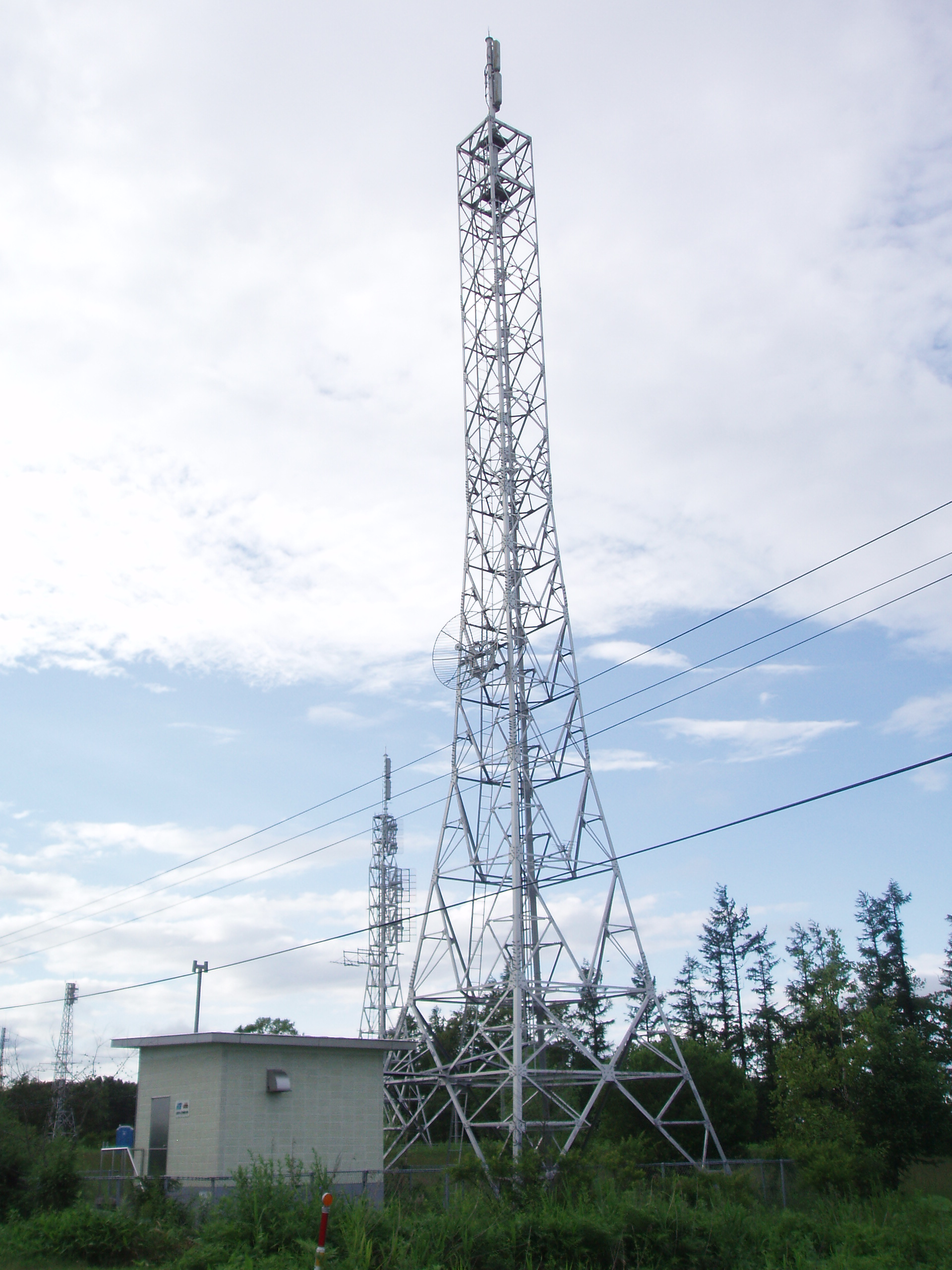
アナログHTB・UHB＆デジタル民放

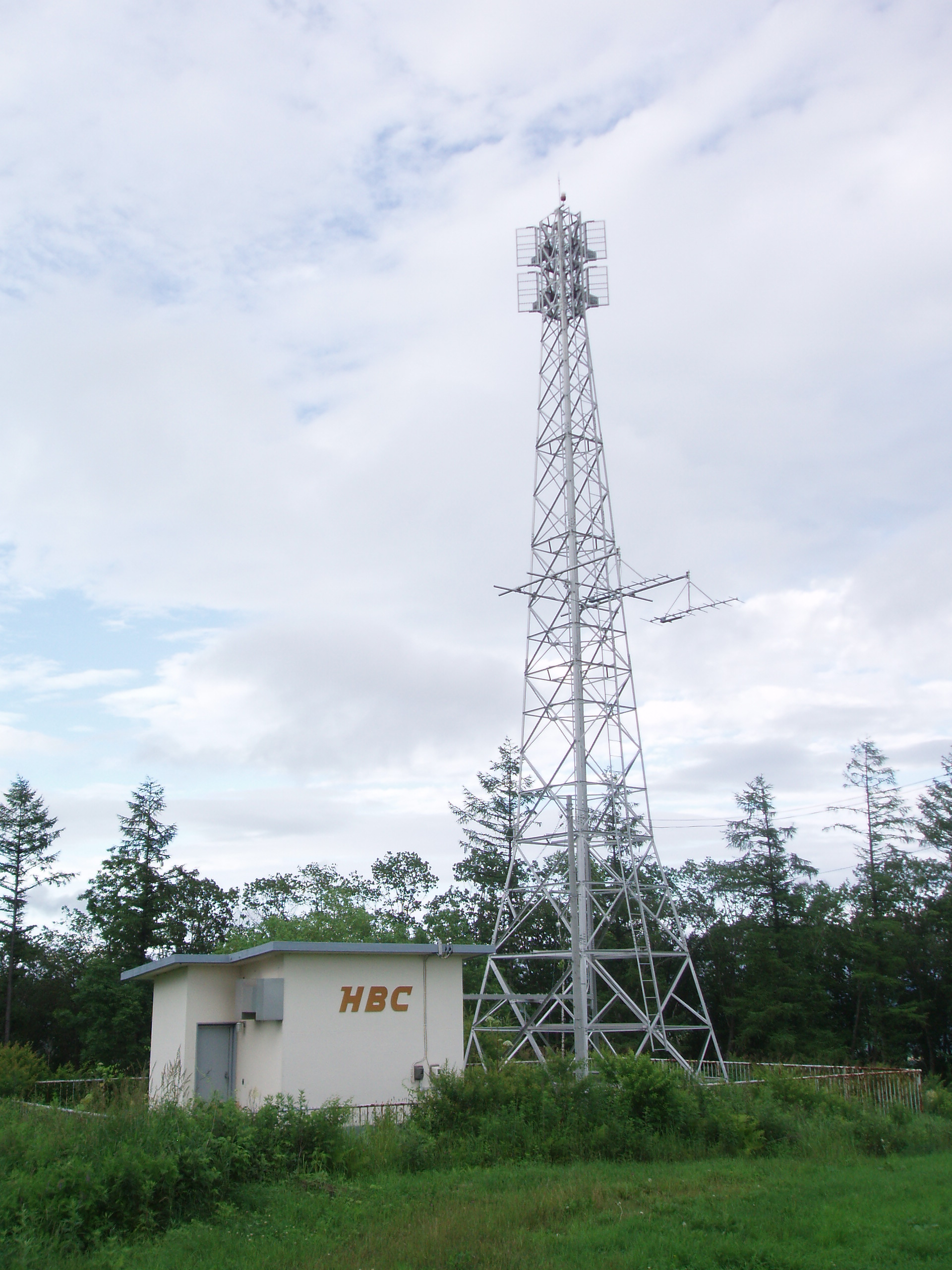
アナログHBC

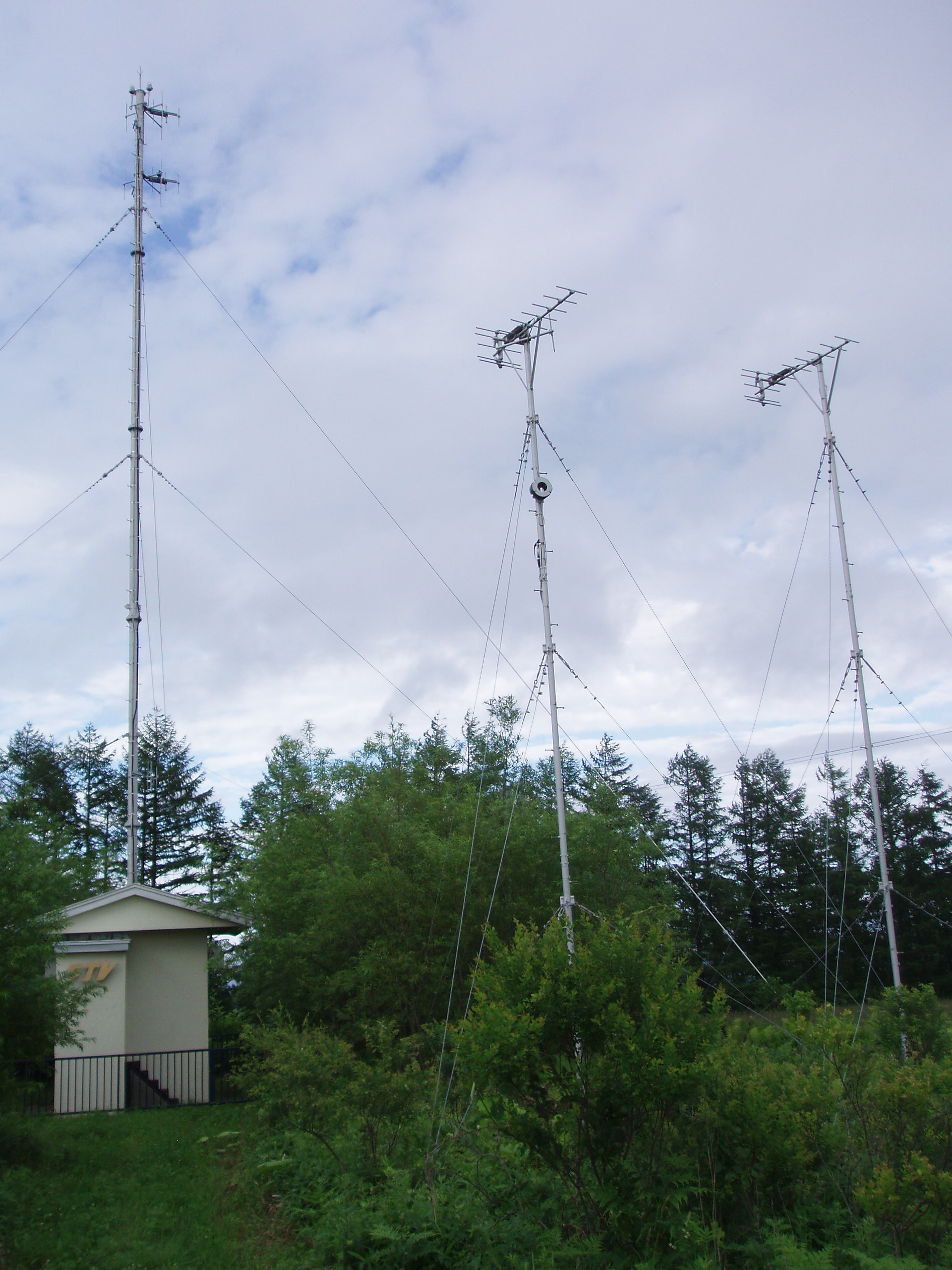
アナログSTV

足寄中継局（あしょろちゅうけいきょく）は、北海道足寄町中矢にあるテレビ中継局である。ここでは同町内芽登にある「NHK芽登テレビ中継局」（NHKめとうてれびちゅうけいきょく）についても紹介する。

## 概要
足寄町の一部地域でも帯広送信所を受信できないことはない。しかし、一部で映りが悪くなる場合もあるため設置された。

## 足寄中継局

### 地上デジタルテレビジョン放送送信設備
| リモコン キーID | 放送局名             | 物理 ch | 空中線電力 | ERP   | 放送対象地域 | 放送区域 内世帯数 | 偏波面   | 開局日          |
| --------------- | -------------------- | ------- | ---------- | ----- | ------------ | ----------------- | -------- | --------------- |
| 1               | HBC 北海道放送       | 20      | 3W         | 19.5W | 北海道       | 約3,400世帯       | 水平偏波 | 2008年 12月1日  |
| 2               | NHK 帯広教育         | 14      | 3W         | 24W   | 全国         | 約3,400世帯       | 水平偏波 | 2008年 10月10日 |
| 3               | NHK 帯広総合         | 16      | 3W         | 24W   | 十勝圏       | 約3,400世帯       | 水平偏波 | 2008年 10月10日 |
| 5               | STV 札幌テレビ放送   | 22      | 3W         | 20W   | 北海道       | 約3,400世帯       | 水平偏波 | 2008年 12月1日  |
| 6               | HTB 北海道テレビ放送 | 24      | 3W         | 19.5W | 北海道       | 約3,400世帯       | 水平偏波 | 2008年 12月1日  |
| 7               | TVh テレビ北海道     | 18      | 3W         | 19.5W | 北海道       | 約3,400世帯       | 水平偏波 | 2013年 1月21日  |
| 8               | UHB 北海道文化放送   | 26      | 3W         | 19.5W | 北海道       | 約3,400世帯       | 水平偏波 | 2008年 12月1日  |

- 2008年8月14日に予備免許交付、NHK帯広で9月24日から試験放送開始、10月10日に本免許交付で、同日から本放送開始、2013年1月21日に開局したTVh[2][3]を除く在札民放で10月31日に予備免許交付、12月1日に本免許交付で、同日から本放送開始[4]。
- STVおよびHBCの送信設備はVHFのみしか持ち合わせていないため、アナログ放送もUHFであるHTB・UHBの送信設備にデジタル新局で開局するTVhも加えて相乗りをしている。
- TVhは2012年度最初の補正予算より1717万円余りを支出することが決まったため[5]、2013年1月21日に開局した[1]が、物理チャンネルはTVh広尾デジタル中継局と同じ18chが使われることになった。

### 地上アナログテレビジョン放送送信設備
| チャンネル | 放送局名             | 空中線電力        | ERP               | 放送対象地域 | 放送区域 内世帯数 | 偏波面   |
| ---------- | -------------------- | ----------------- | ----------------- | ------------ | ----------------- | -------- |
| 2          | NHK 帯広教育         | 映像10W/ 音声2.5W | 映像27W/ 音声6.7W | 全国         | 不明              | 垂直偏波 |
| 7          | STV 札幌テレビ放送   | 映像10W/ 音声2.5W | 映像28W/ 音声6.9W | 北海道       | 不明              | 垂直偏波 |
| 9          | NHK 帯広総合         | 映像10W/ 音声2.5W | 映像27W/ 音声6.7W | 十勝圏       | 不明              | 垂直偏波 |
| 11         | HBC 北海道放送       | 映像10W/ 音声2.5W | 映像26W/ 音声6.6W | 北海道       | 不明              | 垂直偏波 |
| 59         | UHB 北海道文化放送   | 映像30W/ 音声7.5W | 映像175W/ 音声44W | 北海道       | 不明              | 水平偏波 |
| 61         | HTB 北海道テレビ放送 | 映像30W/ 音声7.5W | 映像175W/ 音声44W | 北海道       | 不明              | 水平偏波 |

- チャンネルはHBCと2013年1月21日に開局したTVh[2][3]を除いて、全て北見市にある北見中継局と同じチャンネルである。
- TVhはチャンネルの割り当てがなされておらず、未開局のまま2011年7月にアナログ放送終了。デジタル放送は先述したとおりで、2013年1月21日に開局した[1]。

### FMラジオ放送
| 周波数 （MHz） | 放送局名   | 空中線電力 | ERP | 放送対象地域 | 放送区域 内世帯数 | 偏波面   |
| -------------- | ---------- | ---------- | --- | ------------ | ----------------- | -------- |
| 89.7           | NHK 帯広FM | 10W        | 22W | 十勝圏       | -                 | 垂直偏波 |

- 民放FM（AIR-G'およびNORTH WAVE）は中継局を設置していない。

## NHK芽登テレビ中継局
| チャンネル | 放送局名     | 空中線電力        | ERP                 | 放送対象地域 | 放送区域 内世帯数 | 偏波面   |
| ---------- | ------------ | ----------------- | ------------------- | ------------ | ----------------- | -------- |
| 49         | NHK 帯広教育 | 映像3W/ 音声0.75W | 映像18.5W/ 音声4.6W | 全国         | 不明              | 水平偏波 |
| 51         | NHK 帯広総合 | 映像3W/ 音声0.75W | 映像18.5W/ 音声4.6W | 十勝圏       | 不明              | 水平偏波 |

- 民放各局は設置していない。そのため帯広送信所が受信されている。
- 地デジは当初2010年に開局する予定だったが、有線放送でカバーされることになった。[6]

## 備考

### 放送エリア
- 足寄中継局…足寄町、本別町北部。
- NHK芽登テレビ中継局…足寄町芽登地区。